# Мон-Пелерен (гора)
Мон-Пелерен (фр. Mont Pèlerin) — вершина Швейцарського плато, розташована на території громади Шардонн, кантон Во, Швейцарія. На вершині Мон-Пелерен знаходиться телевізійна вежа Plein Ciel. Поблизу височини розташоване однойменне селище Мон-Пелерен.

## Географія

### Розташування

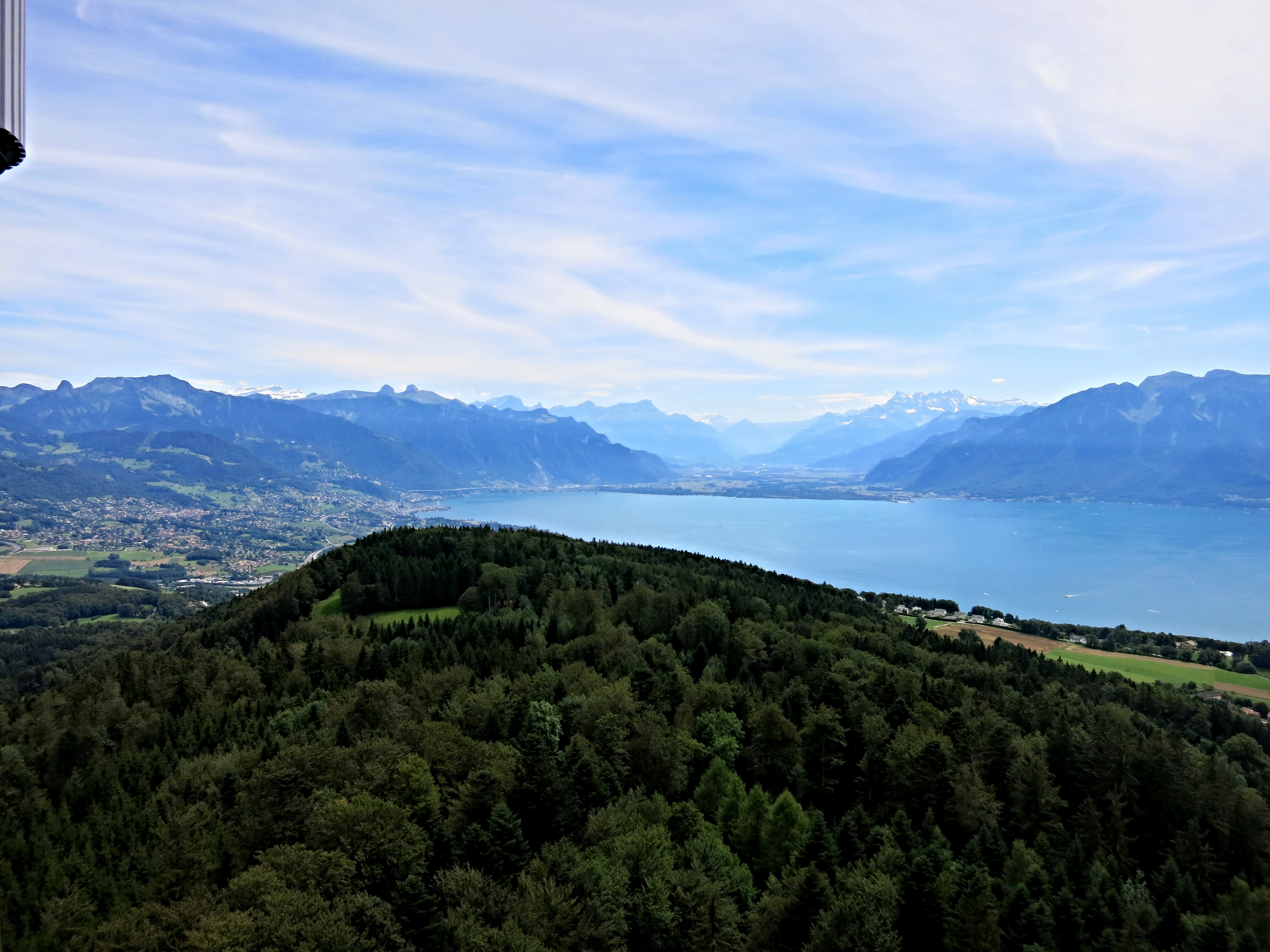
Вид на південь з телевізійної вежі гори Мон-Пелерен.

Гора Мон-Пелерен розташована на північно-східному березі Женевського озера, здебільшого на території громади Шардонн, а невелика частина північно-західного схилу розташована на території громади Пюїду. Гора безпосередньо межує з двома іншими, дещо нижчими, височинами: Мон-Вуара (985 м) на сході та Мон-Шесо (982 м) на півночі. Разом із зазначеними височинами Мон-Пелерен відокремлена від гірського масиву Водуанських Предальп долиною Вевейзе, розташованою між громадою Шатель-Сен-Дені та містом Веве.
З вершини Мон-Пелерен відкривається вид на масив Водуанських та Фрібурських Предальп, долину річки Рона та Альпи Шабле. У ясний день можна побачити гору Катонь, гірський масив Гранд-Комбін, гору Мон-Велан і село Шемен-Десу в Мартіньї.

### Геологія
Разом із височинами Мон-Вуара і Мон-Шесо Мон-Пелерен утворює периферійний рельєф Швейцарських Передальп, що складається з насуненої моласи (або субальпійської моласи). На відміну від відносно недеформованої моласи, з якої складається плато (розташоване на півночі), насунена моласа деформується під навантаженням шар'яжів (насувів гірських порід) Швейцарських Предальп. Насунена моласа, своєю чергою, насувається на моласу плато, яка явлює собою вугільну моласу (пізній хаттський ярус). Таким чином, Мон-Пелерен оточена на заході підкидом Бруа-Буа-де-Тей, завдяки чому її гірські породи насуваються на вугільну моласу плато, а на сході — невеликою антиклінальною дугою на висоті громади Аталанс. На останню нашаровується тектонічна луска червоної моласи (ранній хаттський ярус).
Ґрунти Монт-Пелерен складаються з нижньої прісноводної моласи, яка являє собою річкові відкладення, що утворилися в результаті першої фази заповнення швейцарського моласового басейну. Ці відкладення, своєю чергою, складаються з різних осадових порід, починаючи з пісковиків (пісковик «Аталанс») у підніжжі і закінчуючи конгломератом, який здебільшого присутній на вершині. Конгломерат складає від 30 до 50 % від масиву осадових порід. З конгломерату формуються товсті шари від 1 до 10 метрів, які часто зсуваються і утворюють кручі або виступи, які надають характерних рис Мон-Пелерен і виноградникам Лаво. Конгломератні шари розділені проміжками мергелю, які рідко виходять на поверхню.
Серед порід також згадуються болотні поклади, багаті на органічні речовині, декілька вугільних шарів та поклади викопного листя. Загальна товщина шару цих порід невідома через ерозію верхніх слоїв насуванням вищерозташованих порід, але його поточна товщина оцінюється в 700—1000 метрів.. Раковини молюсків, виявлені в Шатель-Сен-Дені, свідчать про вік цього шару, що датується між хаттським і аквітанським ярусами (пізній олігоцен — ранній міоцен). Такий вік також підтверджується покладами дрібних ссавців, які всі віднесені до біозони MP27 (хаттський ярус).
Конгломератна галька Мон-Пелерен невелика (від 4 до 5 см), але каміні можуть досягати 33 см. Вона покрита шаром з дрібного вапняку, рідше кварцу, польових шпатів або слюди, і шаром вапнякового цементу.
|                                           | середня пропорція | походження                                                                |
| ----------------------------------------- | ----------------- | ------------------------------------------------------------------------- |
| Кременистий вапняк, спонгіоліти і кремінь | 66.7 %            | Шар'яж Середніх Предальп (Нижня юра)                                      |
| Пісковик і конгломерати                   | 24.8 %            | ультрагельветичний фліш, шар'яжі гори Гурнігель і верхні шар'яжі Предальп |
| Доломіти                                  | 5.6 %             | Шар'яж Середніх Предальп (тріасовий період)                               |
| Різні вапняки                             | 2.5 %             | ультрагельветичні шар'яжі та шар'яжі Середніх Предальп                    |
| Магматичні та метаморфічні породи         | 0,4 %             | внутрішні одиниці                                                         |

## Доступ
Фунікулер Веве — Шардонн — Мон-Пелерен з'єднує місто Веве зі станцією Мон-Пелерен на висоті 810 метрів.

## Релігія
В 1977 році буддистським вченим монахом (ґеше) Рабтеном Рінпочев в селищі Мон-Пелерен був заснований буддистський монастир і центр вивчення тибетського буддизму.

## Організації
На честь гори та однойменного селища було названо Мон-Пелеренське товариство, що пропагує лібералізм. Товариство було засновано Фрідріхом Гаєком і Мілтоном Фрідманом.